# معركة طوز خورماتو
```
دارت 
معركة طوزخورماتو
 خلال 
انتفاضة عام 1991 في العراق
 بين قوات 
البيشمركة
 والقوات 
العراقية
. وكانت طوزخورماتو، ذات الأغلبية 
التركمانية
، من أكثر المدن جنوبًا التي سقطت تحت سيطرة البيشمركة، ثم استعادتها القوات الحكومية العراقية.
```

## مقدمة
تكمن أهمية طوز خورماتو في موقعها على طريق بغداد - كركوك، مما يعني أن أي تعزيزات حكومية إلى كردستان كانت ستضطر إلى المرور عبرها. لذلك، أُعطيت الأولوية القصوى للدفاع عن طوز خورماتو، وذلك للدفاع عن مواقع البيشمركة في كركوك.

## انتفاضة

### 10-12 مارس
اندلعت الانتفاضة بين 10 و12 مارس/آذار. كانت قوات البيشمركة تتجمع خارج المدينة، ونظمت خطة مع السكان المتعاطفين، حيث سيبدأ السكان في وقت محدد مظاهرة حاشدة، ينضم إليها في غضون ساعتين مقاتلو بيشمركة مدججون بالسلاح. كما تلقت المرحلة الأولى من الانتفاضة دفعة معنوية من انشقاق عناصر الميليشيات المحلية.
فرت معظم القوات البعثية من المدينة دون مقاومة، إلا أن المدينة شهدت قتالاً في مقر البعث المحلي بين البيشمركة والمسؤولين البعثيين ورجال الشرطة، مما أسفر عن مقتل العديد من القوات الموالية للحكومة.

## هجوم مضاد للحكومة

### 15 مارس
بعد ثلاثة أيام من سقوط المدينة في أيدي البيشمركة، وصلت قوات البعثيين الموالية إلى مشارفها. تقدم الجيش نحوها من ثلاثة اتجاهات، لكنه توقف على بعد كيلومتر واحد منها، وشرع في قصفها بالمدفعية، مما أسفر عن مقتل أعداد كبيرة من السكان. ردّت قوات البيشمركة بقذائف الهاون وقاذفات آر بي جي.
بحلول اليوم الرابع أو الخامس من الانتفاضة، وصلت مروحيات القوات الجوية العراقية إلى المنطقة لمساعدة الجيش في القصف، وبدأت بإلقاء النابالم والفوسفور على المدينة. ورغم محاولات البيشمركة استهداف المروحيات، إلا أنها تمكنت من العمل دون أي مضايقات.

### 17 مارس
أدرك البشمركة أن سيطرتهم على المدينة غير قابلة للاستمرار، فشجعوا المدنيين المحليين على المغادرة قبل سقوطها. أدى ذلك إلى فرار ما يصل إلى 90% من سكانها، الذين يتراوح عددهم بين 150 ألفًا و200 ألف نسمة، إلى الجبال شرق المدينة ليلة 17 مارس/آذار. لكن خلال هذه الفترة، دخل الجيش المدينة.

### سقوط المدينة
بعد أسبوعين من القصف، ورغم المقاومة الشرسة التي أبدتها قوات البيشمركة، سقطت المدينة في أيدي القوات الحكومية. وفي اليوم الأخير من الحصار، انتشرت قوات الحرس الجمهوري والوحدات الخاصة في المدينة. كما أطلقت الحكومة العراقية 5 أو 6 صواريخ في الدقيقة على المدينة من جهة تكريت، مما أدى إلى إصابة ما يصل إلى ربع المدينة. وأشارت مصادر أخرى إلى أن القتال دمر ما يصل إلى نصف المدينة.